# Вудлон-Гайтс (Індіана)
Вудлон-Гайтс (англ. Woodlawn Heights) — місто (англ. town) в США, в окрузі Медісон штату Індіана. Населення — 91 особа (2020).

## Географія
Вудлон-Гайтс розташований за координатами 40°7′6″ пн. ш. 85°41′49″ зх. д. / 40.11833° пн. ш. 85.69694° зх. д. (40.118431, -85.696963).  За даними Бюро перепису населення США в 2010 році місто мало площу 0,30 км², уся площа — суходіл.

## Демографія
Згідно з переписом 2010 року, у місті мешкало 79 осіб у 34 домогосподарствах у складі 26 родин. Густота населення становила 264 особи/км².  Було 36 помешкань (120/км²).
Расовий склад населення:
| - 97,5 % — білих - 1,3 % — осіб інших рас |

До двох чи більше рас належало 1,3 %. Частка іспаномовних становила 3,8 % від усіх жителів.
За віковим діапазоном населення розподілялося таким чином: 19,0 % — особи молодші 18 років, 58,2 % — особи у віці 18—64 років, 22,8 % — особи у віці 65 років та старші. Медіана віку мешканця становила 56,3 року. На 100 осіб жіночої статі у місті припадало 83,7 чоловіків;  на 100 жінок у віці від 18 років та старших — 88,2 чоловіків також старших 18 років.
Середній дохід на одне домашнє господарство  становив 159 296 доларів США (медіана — 117 500), а середній дохід на одну сім'ю — 159 750 доларів (медіана — 121 250). 
Цивільне працевлаштоване населення становило 41 осіб. Основні галузі зайнятості: освіта, охорона здоров'я та соціальна допомога — 53,7 %, фінанси, страхування та нерухомість — 14,6 %, роздрібна торгівля — 7,3 %, будівництво — 7,3 %.